# Траурница японская
Траурница японская, или канака (лат. Kaniska canace) — дневная бабочка из семейства Nymphalidae. Единственный представитель рода Kaniska.

## Описание
Длина переднего крыла 33—35 мм. Размах крыльев до 70 мм. Основной фон верхней стороны крыльев — тёмно-коричневый с голубым напылением. Через оба крыла проходит широкая субмаргинальная полоса голубого цвета. На нижней стороне крылья тёмные с рисунком как у крапивницы.

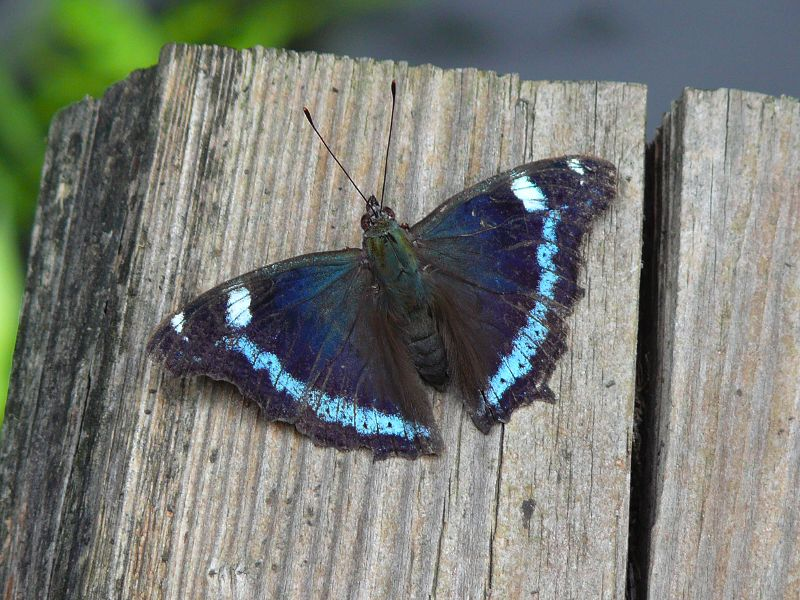

## Ареал
В России встречается в Приморье; очень редко залетает на юг Хабаровского края. Северная Индия, Китай, Корея и Япония, Шри-Ланка, Бирма, частично Индонезия.

## Местообитания
В Приморье населяет долинные широколиственные леса с травянистой лианой Smilax oldchami.

## Время лёта
Особенности биологии изучены недостаточно. Лёт бабочек наблюдается дважды в течение одного года: в мае, после зимовки (зимующие особи прошлогоднего поколения), и в конце лета (новое поколение).

## Размножение

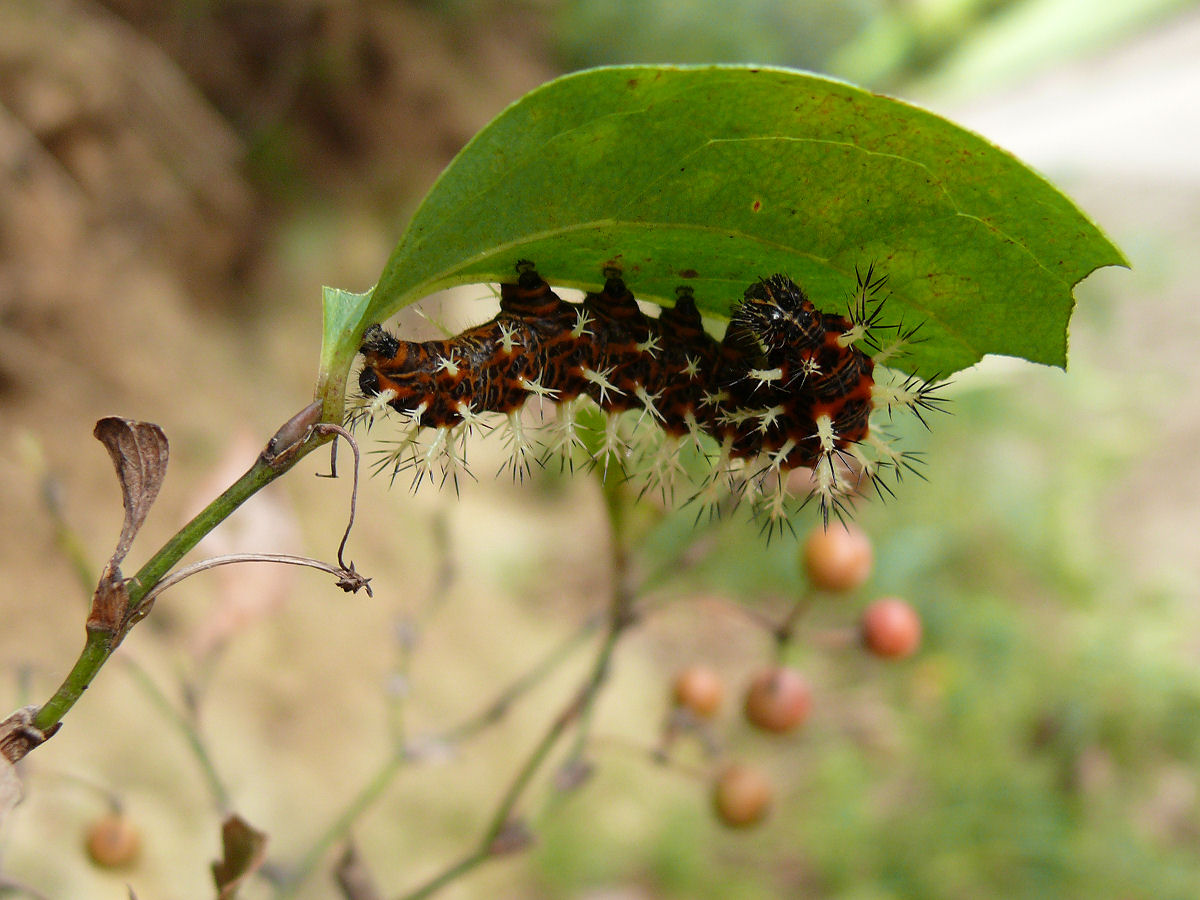
Гусеница

Кормовое растение гусениц — травянистая лиана Smilax oldchami, Heterosmilax japonica, Smilax aspericaulis, Smilax bracteata, Smilax china, Smilax lanceifolia, Smilax perfoliata, Smilax riparia, Smilax sebeana, Smilax sieboldii, Streptopus amplexifolius, Tricyrtis.